# سیلکی تریر استرالیایی
سیلکی تریر استرالیایی (به انگلیسی: Australian Silky Terrier)، نام یکی از نژادهای سگ است که خاستگاه آن به استرالیا بازمی‌گردد. قد سیلکی تریر استرالیایی ۲۳–۲۶ سانتیمتر (۹–۱۰ اینچ) است .